# Болехнечиці
Болехнечиці (словен. Bolehnečici) — поселення в общині Светий Юрій-об-Щавниці, Помурський регіон, Словенія. Висота над рівнем моря: 191,9 м.